# Al Cohn
Pour les articles homonymes, voir Cohn.
Al Cohn, de son vrai nom Alvin Gilbert Cohn, né à Brooklyn, New York, le 24 novembre 1925 et mort à Stroudsburg en Pennsylvanie, le 15 février 1988, est un saxophoniste ténor, arrangeur et compositeur de jazz américain. C'est un des plus brillants représentants du cool jazz.

## Biographie
Né dans une famille de mélomanes, Al Cohn commence l'apprentissage de la musique à six ans avec le piano. À douze ans, il découvre le jazz grâce à la radio et au disque, particulièrement les grands orchestres swing de Benny Goodman et Count Basie. Après la clarinette, il joue du ténor dans l'orchestre de son école.
Il débute professionnellement au milieu des années 1940 dans les orchestres de Joe Marsala, Georgie Auld avant de rejoindre l'orchestre de Woody Herman en 1947. Il intègre ainsi la fameuse section des Four Brothers remplaçant Herbie Steward. Dans cet orchestre, il se trouve toutefois un peu dans l'ombre des deux stars Stan Getz et Zoot Sims. Après un passage chez Artie Shaw (1949-1950), il devient dans les années 1950 un musicien free lance. En 1956, il forme un quintette avec Zoot Sims. Ils se produisent ensemble au Half Note de New York de 1959 à 1971. Il devient un arrangeur très demandé par les Big Bands (Gerry Mulligan, Quincy Jones), le cinéma ou la télévision.
Sa première femme, Marilyn Moore, est chanteuse de jazz dans les années '50. Son fils Joe Cohn est guitariste de jazz, et Shaye Cohn, du groupe de jazz Tuba Skinny, est la fille de Joe et Flo Handy, chanteuse et compositrice de jazz. 

## Style
Finesse et intelligence sont les principales qualités du jeu d'Al Cohn. Fortement influencé par Lester Young, il est un des grands musiciens du cool jazz.
Très à l'aise dans les ballades et les tempos médium, son jeu s'accompagne d'une certaine distance un peu froide renforcée par une sonorité détimbrée et assez lisse.
À l'instar de Stan Getz, sa sonorité deviendra au fil des ans plus timbrée et plus expressive.

## Discographie partielle

### Comme leader ou co-leader
- 1950 : The Progressive Al Cohn
- 1954 : Broadway (avec Hal Stein, sax alto & Red Mitchell, basse)
- 1955 : The Brothers! (avec Bill Perkins & Richie Kamuca, sax ténor)
- 1955 : The Natural Seven
- 1956 : Tenor Conclave
- 1956 : From A to... Z (avec Zoot Sims, sax ténor)
- 1957 : Al and Zoot (avec Zoot Sims, sax ténor)
- 1959 : Jazz Alive! A Night at the Half Note (avec Zoot Sims et Phil Woods)
- 1961 : You 'n Me (avec Zoot Sims, sax ténor)
- 1961 : Either Way (avec Zoot Sims, Cecil Collier, Bill Crow, Gus Johnson et Mose Allison)
- 1973 : Body and Soul, 32 Jazz
- 1976 : America, Xanadu
- 1981 : Tour De Force, Concord Jazz (avec Scott Hamilton & Buddy Tate, sax ténor)
- 1983 : Standards of Excellence

### Comme sideman
- 1954 : The Nick Travis Quintet : The Panic Is On, RCA Victor Records LJM-1010

## Sources
- Dictionnaire du Jazz, Robert Laffont, 1993
- allmusic/Al Cohn discographie
- rateyourmusic.com